# Kup Bosne i Hercegovine 2013-2014
La Kup Bosne i Hercegovine 2013-2014 è stata la quattordicesima edizione della coppa nazionale della Bosnia Erzegovina, ed è stata vinta dal Sarajevo, al suo terzo titolo.

## Squadre partecipanti
|            | Premijer Liga | Premijer Liga |
| ---------- | --- | --- |
| 1º livello | Borac Banja Luka Čelik Zenica Leotar Mladost V.O. Olimpik Sarajevo Radnik Bijeljina Rudar Prijedor Sarajevo Slavija Široki Brijeg Travnik Velež Mostar NK Vitez Zrinjski Mostar Zvijezda Gradačac Željezničar | Borac Banja Luka Čelik Zenica Leotar Mladost V.O. Olimpik Sarajevo Radnik Bijeljina Rudar Prijedor Sarajevo Slavija Široki Brijeg Travnik Velež Mostar NK Vitez Zrinjski Mostar Zvijezda Gradačac Željezničar |
|            | 1. liga FBiH | 1. liga Republike Srpske |
| 2º livello | Branitelj Bratstvo Gračanica Igman Konjic Orašje Podgrmeč Sloboda Tuzla | Drina HE Kozara Modriča Podrinje Janja Sloboda Mrkonjić Grad Sloga Doboj |
|            | Federazione BiH | Repubblica Srpska |
| 3º livello | Grude Mladost Župča Natron | nessuna |
| 4º livello | Rijeka Vitez | nessuna |

## Sedicesimi di finale
| Squadra 1             | Risultato       | Squadra 2         |
| --------------------- | --------------- | ----------------- |
| 17.09.2013            |                 |                   |
| Borac Banja Luka      | 3 – 0           | Drina HE          |
| Podgrmeč              | 2 – 7           | Sarajevo          |
| 18.09.2013            |                 |                   |
| Leotar                | 0 – 2           | Olimpik Sarajevo  |
| Velež Mostar          | 8 – 0           | Rijeka Vitez      |
| NK Vitez              | 2 – 1           | Zvijezda Gradačac |
| Mladost V.O.          | 2 – 1           | Podrinje Janja    |
| Igman Konjic          | 0 – 2           | Široki Brijeg     |
| Natron                | 7 – 3           | Mladost Župča     |
| Sloga Doboj           | 0 – 0 (3-4 dtr) | Grude             |
| Slavija               | 2 – 0           | Orašje            |
| Bratstvo Gračanica    | 1 – 0           | Sloboda Tuzla     |
| Branitelj             | 0 – 0 (2-4 dtr) | Radnik Bijeljina  |
| Sloboda Mrkonjić Grad | 4 – 3           | Travnik           |
| Zrinjski Mostar       | 1 – 1 (5-4 dtr) | Rudar Prijedor    |
| Modriča               | 0 – 1           | Čelik Zenica      |
| Kozara                | 0 – 2           | Željezničar       |

## Ottavi di finale
| Squadra 1             | Totale          | Squadra 2          | Andata     | Ritorno    |
| --------------------- | --------------- | ------------------ | ---------- | ---------- |
|                       |                 |                    | 22.10.2013 | 06.11.2013 |
| NK Vitez              | 2 – 2 (2-4 dtr) | Sarajevo           | 1 – 1      | 1 – 1      |
| Zrinjski Mostar       | 5 – 1           | Borac Banja Luka   | 4 – 0      | 1 – 1      |
|                       |                 |                    | 23.10.2013 | 06.11.2013 |
| Natron                | 1 – 5           | Mladost V.O.       | 1 – 1      | 0 – 4      |
| Čelik Zenica          | 6 – 2           | Bratstvo Gračanica | 4 – 0      | 2 – 2      |
| Olimpik Sarajevo      | 3 – 0           | Grude              | 2 – 0      | 1 – 0      |
| Sloboda Mrkonjić Grad | 4 – 7           | Velež Mostar       | 2 – 3      | 2 – 4      |
| Široki Brijeg         | 5 – 1           | Radnik Bijeljina   | 4 – 1      | 1 – 0      |
| Slavija               | 0 – 4           | Željezničar        | 0 – 2      | 0 – 2      |

## Quarti di finale
| Squadra 1     | Totale      | Squadra 2        | Andata     | Ritorno    |
| ------------- | ----------- | ---------------- | ---------- | ---------- |
|               |             |                  | 12.03.2014 | 26.03.2014 |
| Mladost V.O.  | 1 – 6       | Zrinjski Mostar  | 0 – 1      | 1 – 5      |
| Široki Brijeg | 4 – 3       | Olimpik Sarajevo | 2 – 0      | 2 – 3      |
| Čelik Zenica  | 1 – 1 (gfc) | Velež Mostar     | 0 – 0      | 1 – 1      |
| Željezničar   | 1 – 1 (gfc) | Sarajevo         | 1 – 1      | 0 – 0      |

## Semifinali
| Squadra 1    | Totale | Squadra 2       | Andata     | Ritorno    |
| ------------ | ------ | --------------- | ---------- | ---------- |
|              |        |                 | 02.04.2014 | 16.04.2014 |
| Čelik Zenica | 2 – 1  | Široki Brijeg   | 2 – 0      | 0 – 1      |
| Sarajevo     | 3 – 1  | Zrinjski Mostar | 0 – 0      | 3 – 1      |

## Finale
| Squadra 1    | Totale | Squadra 2 | Andata | Ritorno |
| ------------ | ------ | --------- | ------ | ------- |
| Čelik Zenica | 1 – 5  | Sarajevo  | 0 – 2  | 1 – 3   |

| Arbitro: | Ognjen Valjić (Banja Luka) |

| |            | |
| | Marcatori  | 43’ Trivunović 90+3’ Stojčev |
| A. Adilović E. Jusić M. Čović S. Lakićević D. Mišić (66' A. Duvnjak) D. Bureković (85' N. Alispahić) N. Simić S. Bajraktarević Al. Dedić S. Barać J. Mešanović | Formazioni | D. Bandović V. Trivunović A. Dupovac B. Puzigaća I. Tatomirović M. Jajalo D. Purić (82' I. Vusljanin) M. Stojčev G. Cimirot (89' A. Kovačević) N. Bilbija (74' O. Todorović) K. Velkoski |
| Nizah Hukić | Allenatori | Dženan Uščuplić |

| Arbitro: | Edin Jakupović (Bihać) |

| |            | |
| Velkoski 67’ Puzigaća 69’ Bilbija 83’ | Marcatori  | 82’ Mešanović |
| D. Bandović V. Trivunović M. Barić A. Dupovac B. Puzigaća (84' A. Kovačević) M. Jajalo (79' I. Vusljanin) D. Purić M. Stojčev G. Cimirot N. Bilbija (77' O. Todorović) K. Velkoski | Formazioni | S. Hinović E. Jusić (64' S. Jakupović) M. Čović S. Lakićević D. Mišić D. Bureković (74' A. Duvnjak) F. Salčinović (77' M. Popović) P. Basic N. Simić S. Bajraktarević J. Mešanović |
| Dženan Uščuplić | Allenatori | Nizah Hukić |